# آرثر ر. ويلسون
آرثر ر. ويلسون (بالإنجليزية: Arthur R. Wilson)‏ هو عسكري أمريكي، ولد في 18 يوليو 1894، وتوفي في 11 أغسطس 1956.